# Ugandatrichia maliwan
Ugandatrichia maliwan är en nattsländeart som beskrevs av Malicky och Chantaramongkol 1991. Ugandatrichia maliwan ingår i släktet Ugandatrichia och familjen smånattsländor. Inga underarter finns listade i Catalogue of Life.